# Matileola similis
Matileola similis är en tvåvingeart som beskrevs av Papp 2005. Matileola similis ingår i släktet Matileola och familjen Lygistorrhinidae.
Artens utbredningsområde är Taiwan. Inga underarter finns listade i Catalogue of Life.